# 布拉德·兰德
	布拉德福德·S·兰德（英語：Bradford S. Lander，1969年7月8日—），美国政治家、城市规划师和社区组织者。兰德曾于2009年当选为纽约市议员，2022年起担任纽约市审计长。
2025年6月17日，兰德在访问移民法庭时被美国移民与海关执法局（ICE）逮捕。